# МАЗ-152
МАЗ-152 — белорусский междугородный автобус Минского автомобильного завода.
Автобус был разработан во второй половине 90-х годов, первый ходовой экземпляр был представлен в 1999 году. Серийно выпускался с 2000 по 2014 год. Существует две базовые модификации: МАЗ-152 и МАЗ-152А — более комфортабельная версия, имеющая дополнительное оснащение: кондиционер, туалет, холодильник, мини-кухня, аудио- и видеосистемы, системы индивидуального освещения и вентиляции.
На автобусах МАЗ-152 установлены мягкие сиденья с механизмом регулирования угла наклона спинки сиденья, механизмом регулирования положения подножки и механизмом поперечного смещения сиденья.
На автобусы могут быть установлены двигатели ЯМЗ, MAN и Mercedes-Benz.
Эксплуатируется в ряде городов Белоруссии, России, Украины.

## Модификации
| Название    | Модель КПП     | Модель двигателя      | ЭКО стандарт | Годы выпуска | Примечание                                  |
| ----------- | -------------- | --------------------- | ------------ | ------------ | ------------------------------------------- |
| МАЗ-152.020 | ЯМЗ 236Л       | ЯМЗ 236НЕ7            | Евро-1       | 1999-2001    | Один из автобусов передан в музей в Минске. |
| МАЗ-152.021 | ЯМЗ 236Л       | ЯМЗ 236НЕ3            | Евро-1       | 2001-2003    |                                             |
| МАЗ-152.022 | ЯМЗ 238М5      | ЯМЗ 7601              | Евро-2       | 2001-2007    |                                             |
| МАЗ-152.060 | Voith GO 170-6 | Mercedes-Benz OM441LA | Евро-2       | 2001-2004    |                                             |
| МАЗ-152.062 | ZF 6S 1701 BO  | Mercedes-Benz OM501LA | Евро-3       | 2002-2012    |                                             |
| МАЗ-152.063 | ZF 6S 1701 BO  | Mercedes-Benz OM926LA | Евро-5       | 2012-2014    |                                             |
| МАЗ-152.A22 | ЯМЗ 238М5      | ЯМЗ 7601              | Евро-2       | 2004         | С туалетом                                  |
| МАЗ-152.A60 | Voith GO 170-6 | Mercedes-Benz OM441LA | Евро-2       | 2000-2004    | С туалетом                                  |
| МАЗ-152.A62 | ZF 6S 1701 BO  | Mercedes-Benz OM501LA | Евро-3       | 2006-2012    | С туалетом                                  |